# Bernhard Spellerberg
Bernhard Spellerberg (né le 17 mai 1931 à Siddessen et mort le 23 juillet 2013) est un homme politique allemand de la CDU.

## Biographie
Bernhard Spellerberg est allé à l'école primaire et au collège. Il étudie à une école professionnelle et fait un apprentissage d'artisanat. Il travaille comme relecteur et éditeur. Il étudie à l'école du soir et l'école par correspondance, puis travaille comme assistant assermenté d'un auditeur. En 1963, il devient commis dans un cabinet d'audit et de conseil fiscal.

## Politique
Spellerberg devient membre de la Junge Union en 1951 et membre de la CDU en 1963. En 1968, il devient membre du comité exécutif de district de la CDU Mönchengladbach (jusqu'en 1975 Rheydt) et membre du conseil exécutif. En 1970, il devient président de l'association de district CDU Odenkirchen . En 1978, il devient trésorier de la CDU Mönchengladbach. De 1969 à 1975, il est membre du conseil municipal de Rheydt, de 1975 membre du conseil municipal de Mönchengladbach et chef du district de la ville d'Odenkirchen. À partir de 1980, il est membre du comité du lignite du président du district de Cologne.
Spellerberg est,de 26 juillet 1970 au 29 mai 1985, membre du Landtag de Rhénanie-du-Nord-Westphalie pour la 32e circonscription Rheydt puis pour la 54e circonscription Mönchengladbach I. Le groupe parlementaire CDU au Landtag de Rhénanie-du-Nord-Westphalie est toujours dans l'opposition pendant ces années; Pendant ce temps, l'État est dirigée par les cabinets Kühn II, Kühn III, Rau I et Rau II.

## Honneurs
- 1982: Chevalier de l'ordre du Mérite de la République fédérale d'Allemagne
- 1987: Officier de l'ordre du Mérite de la République fédérale d'Allemagne